# Joseph-Désiré Job
Joseph-Désiré Job (Lyon, 1977. december 1.) kameruni válogatott labdarúgó. 
2004-ben a Middlesbrough játékosaként megnyerte az angol labdarúgó-ligakupát, 2005-ben pedig az El-Áttiháddal AFC-bajnokok ligája-győztes lett, a döntő visszavágóján gólt is szerzett.

## Pályafutása

### Klubcsapatban
Lyonban született, Franciaországban. 10 évesen az Olympique Lyon akadémiáján kezdte a labdarúgást. 1997-ben, 19 évesen mutatkozott be a felnőtt csapatban a lengyel Odra Wodzisław elleni Intertotó-kupa mérkőzésen, melyen 3 gólt szerzett. 1999-ben a Lens szerződtette, ahol egy évig játszott. 2000 és 2006 között a Middlesbrough játékosa volt, melynek tagjaként 2004-ben megnyerte az angol ligakupát. 2002-ben a Metz, a 2005–06-os szezonban a szaúdi El-Áttihád vette kölcsön. 2006-ban egy éves szerződést írt alá a Sedan csapatával, melynek színeiben 28 mérkőzésen 10 alkalommal volt eredményes. 2007 nyarán két évre írt alá Nice együtteséhez, de csak egy évet töltött ki a szerződéséből. 2008-ban Kuvaitba szerződött az al-Harítiját csapatához. 2009-ben 8 mérkőzésen szerepelt a török Diyarbakırsporban. 2010 márciusában a belga Lierse igazolta le, ahol még egy évig játszott és befejezte a pályafutását.

### A válogatottban
1997 és 2008 között 51 mérkőzésen szerepelt a kameruni válogatottban és 9 gólt szerzett. Részt vett az 1998-as afrikai nemzetek kupáján és az 1998-as világbajnokságon. Tagja volt a 2000-es afrikai nemzetek kupáján győztes csapat keretének is, de szerepelt még a 2001-es konföderációs kupán, a 2002-es világbajnokságon, a 2003-as konföderációs kupán és a 2008-as afrikai nemzetek kupáján.

## Sikerei, díjai
Middlesbrough
- Angol ligakupagyőztes (1): 2003–04

El-Áttihád
- AFC-bajnokok ligája győztes (1): 2005

Kamerun
- Afrikai nemzetek kupája győztes (1): 2000
- Konföderációs kupa döntős (1): 2003